# Департамент информации и безопасности (Италия)
Департамент информации и безопасности (итал. Dipartimento delle informazioni per la sicurezza) — структурное подразделение Системы информации для безопасности республики Италия, которое имеет своими задачами наблюдение за деятельностью итальянских спецслужб AISE и AISI, выработку административных процедур и руководящих принципов обеспечения секретности для сотрудников различных структур, пропаганду и распространение культуры безопасности.

## История
Департамент создан в соответствии с Законом № 124 от 3 августа 2007 года, согласно которому была введена новая структура разведывательного сообщества Италии, включающая преобразование SISDE в AISI, SISMI в AISE, CESIS в Департамент информации и безопасности, Парламентский комитет по контролю за разведкой был реорганизован в Парламентский комитет по безопасности республики и, кроме того, был создан Межведомственный комитет по безопасности республики (CISR).

## Организационая структура
Организационная структура Департамента включает в себя:
- Центральное управление безопасности, которое занимается административной защиты государственной тайны, в том числе выдачей и аннулирование допусков к секретной информации;
- Центральное архивное управление — занимается координацией и контролем хранения данных, хранящихся в архивах итальянских спецслужб;
- Инспекционное управление — отвечает за осуществление контроля за деятельностью AISE и AISI, проверку соблюдения законов и нормативных актов в сфере безопасности, а также директив и распоряжений председателя совета министров;
- Учебный центр, который ведёт подготовку кадров в сфере инфобезопасности как для спецслужб, так и для гражданских учреждений.

## Функции
Функции Департамента заключаются в:
- координации всех мероприятий в сфере информационной безопасности, в том числе связанных с кибербезопасностью;
- постоянном получении и анализе информации о деятельности AISE и AISI и информировании Председателя Совета министров;
- сборе и анализе информации, подготовленной AISE и AISI, другими государственными ведомствами и научно-исследовательскими институтами;
- проведении стратегического анализа либо анализа конкретных ситуаций, по представлению Межведомственного комитета по безопасности Республики (CISR) или отдельных министров, входящих в него;
- обеспечении обмена информацией между разведывательными службами и полицией.

Кроме того, DIS:
- осуществляет контроль за деятельностью AISE и AISI через Инспекционное управление;
- обеспечивает надлежащее выполнение распоряжений Председателя совета министров в области административной защиты государственных тайн и секретных документов;
- вырабатывает руководящие принципы для единого управления сотрудниками DIS, AISE и AISI;
- управляет закупками и логистическими услугами для DIS, AISE и AISI;
- разрабатывает для AISE и AISI планы приобретения человеческих, материальных и технических ресурсов;
- осуществляет мероприятия по развитию культуры безопасности и корпоративных коммуникаций.

## Генеральный директор
Назначать и снимать с должности Генерального директора Департамента имеет право исключительно Председатель совета министров, после консультаций с Межведомственным комитетом по безопасности республики.
Срок полномочий Генерального директора составляет четыре года и может быть продлен только на один срок. Председатель совета министров после консультаций с Генеральным директором, назначает одного или нескольких заместителей Генерального директора.

### Список генеральных директоров
- Генерал Джузеппе Кукки[итал.] (28 августа 2007 — 15 июня 2008)
- Префект Джанни Де Дженнаро[итал.] (15 июня 2008 — 11 мая 2012)
- Посол Джампьеро Массоло (11 мая 2012 — 29 апреля 2016)
- Префект Алессандро Панса[итал.] (29 апреля 2016 — 21 ноября 2018)
- Генерал Дженнаро Векьоне (22 ноября 2018 — 12 мая 2021)
- Посол Элизабетта Беллони (12 мая 2021 — 15 января 2025)
- Префект Витторио Рицци[итал.] (с 16 января 2025)